# Echinoclathria bergquistae
Echinoclathria bergquistae är en svampdjursart som beskrevs av Hooper 1996. Echinoclathria bergquistae ingår i släktet Echinoclathria och familjen Microcionidae.
Artens utbredningsområde är havet kring Australien. Inga underarter finns listade i Catalogue of Life.